# 기쁨의 섬

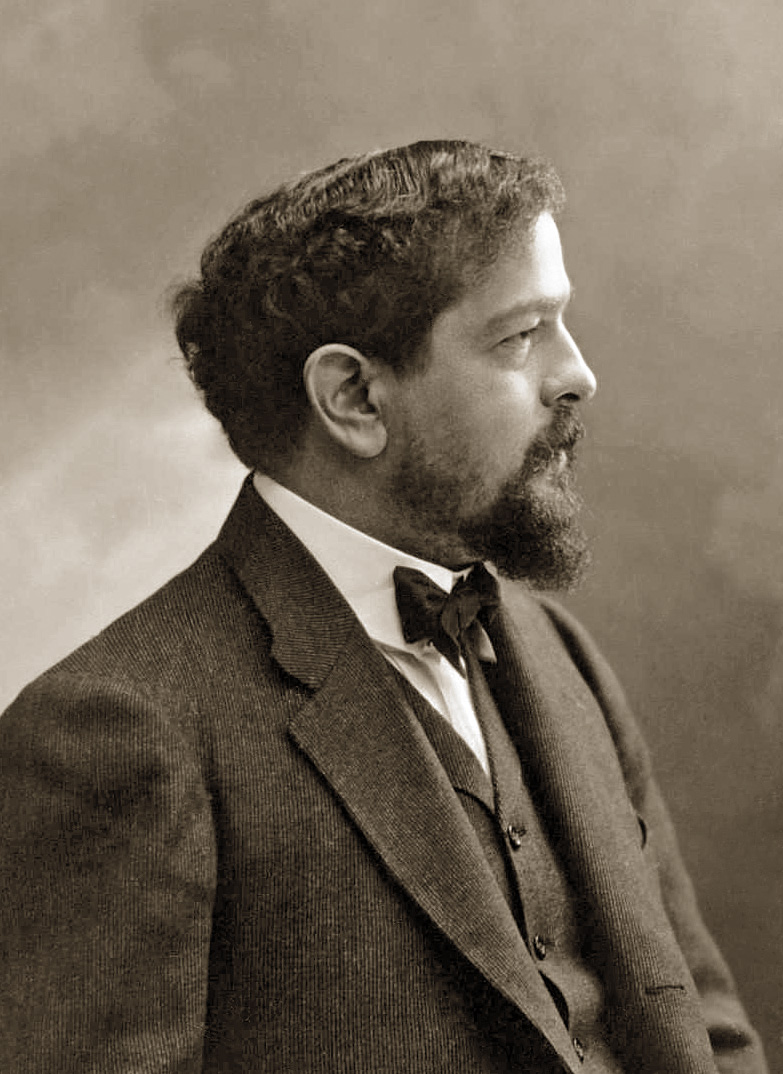
1905년의 드뷔시

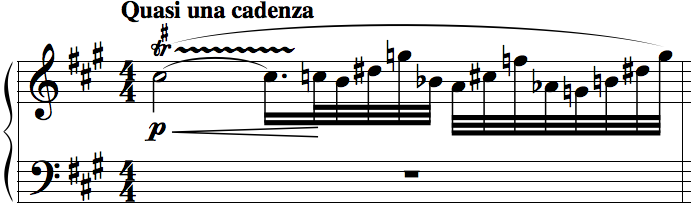
L'isle Joyeuse는 반음계로 내려가는 전체 톤 카덴자로 시작한다. </img>

기쁨의 섬, L. 106은 1904년에 작곡된 클로드 드뷔시의 피아노 독주 작품이다. Jim Samson (1977)에 따르면, "작품의 중심 관계는 온음계, 리디안 모드 와 온음계에 기반한 재료 사이, 다른 둘 사이의 효과적인 중재자 역할을 하는 리디안 모드"이다.

## 구조
도입부는 전체 컨텍스트를 만든다. 이것은 15-21 마디에서 G 자연의 추가를 통해 21 마디에서 새로운 동기의 전체 톤 컨텍스트로 전환되는 A Lydian 컨텍스트로 변경된다. 
외부 섹션에서 피하는 전체 톤 스케일의 다른 조옮김이 사용되며 대비를 제공한다.
두 번째 주제는 "작품의 궁극적인 음조 목표"인 순수 A 장조로 나타난다. 오프닝 코다는 "마지막까지 더 크고 생동감 있게". 피아노의 가장 높은 음역에서 A 음의 두 옥타브까지 올라가는 우아한 음표 그룹인 큰 트레몰로와 두 번째 주제의 첫 번째 사용에 사용되는 것과 동일한 아르페지오가 아래로 연주되는 빠른 최종 아르페지오로 끝난다.

## 참고 문헌
- Samson, Jim (1977). 《Music in Transition: A Study of Tonal Expansion and Atonality, 1900–1920》. New York: W. W. Norton & Company. 38쪽. ISBN 0-393-02193-9.